# 豊平消防署

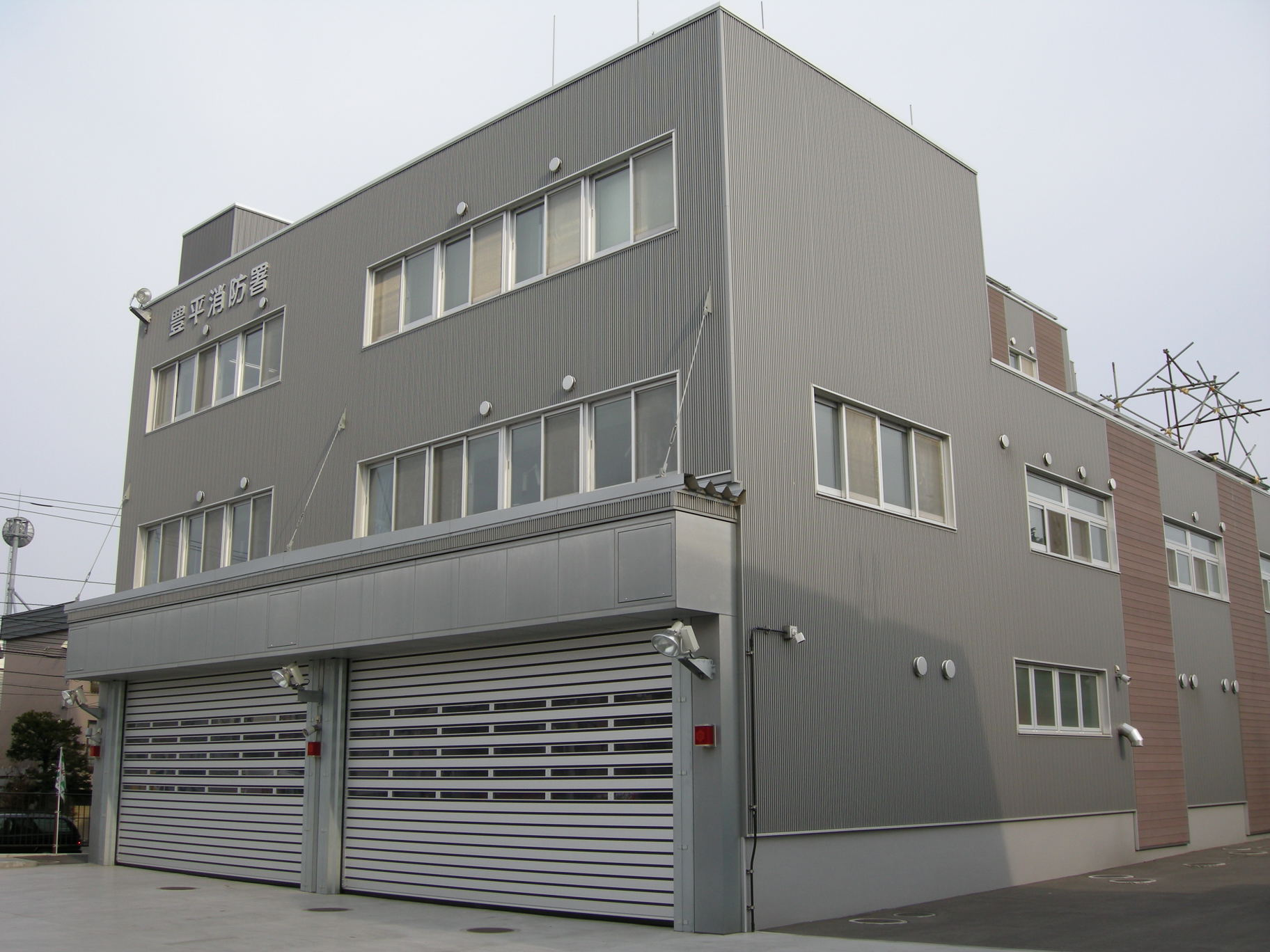
豊平消防署

豊平消防署（とよひらしょうぼうしょ）は北海道札幌市豊平区月寒東にある、札幌市消防局の消防署である。

## 所在地
- 北海道札幌市豊平区月寒東1条8丁目1-22

## 設置部隊
- 指揮隊
- 水槽隊
- 救急隊
- 高度救助隊

## 出張所
- 美園（豊平1条12丁目）
- 平岸（平岸1条11丁目）
- 西岡（西岡4条6丁目）
- 東月寒（羊ケ丘1番地）

## 交通機関

### 鉄道
- 東豊線月寒中央駅3番出口